# 利太林酸
利太林酸是一种含氮有机化合物，分子式C13H17NO2，属于苯乙胺衍生物，是许多兴奋剂，如哌甲酯、哌乙酯的主要无活性代謝產物。